# Coupe d'Irlande de football 1922-1923
Navigation
Édition précédente Édition suivante
La Coupe d'Irlande de football 1922-1923 est la 2e édition de la Coupe d'Irlande de football organisée par la Fédération d'Irlande de football. Pour cette deuxième édition elle prend le nom de The Football Association of Ireland Challenge Cup. La compétition commence le 6 janvier 1923, pour se terminer le 17 mars 1923. C'est un club de Belfast, l'Alton United Football Club qui remporte la compétition en battant en finale le Shelbourne Football Club. 

## Organisation
Comme pour l'édition précédente, la compétition accueille un club de Belfast. En début de saison la Falls League a décidé de s'affilier à la Fédération d'Irlande de football en réaction à l'exclusion du championnat nord-irlandais du Belfast Celtic Football Club. C'est sous le nom d'Alton United que celui-ci dispute la Coupe d'Irlande.

## Premier tour
| Club recevant              | Score   | Club visiteur               | Date           |
| -------------------------- | ------- | --------------------------- | -------------- |
| Alton United Football Club | 4-0     | Midland Athletic            | 6 janvier 1923 |
| Alton United               | 5-0     | Midland Athletic            | 13 janvier     |
| Athlone Town               | 1-2     | Shamrock Rovers             | 6 janvier      |
| Bohemian FC                | 1-2     | Shelbourne United           | 6 janvier      |
| Fordsons FC                | forfait | Rathmines Athletic          | 6 janvier      |
| Jacob's Football Club      | 4-0     | Pioneers FC                 | 6 janvier      |
| Olympia FC                 | 0-1     | Saint James's Gate FC       | 6 janvier      |
| Shelbourne FC              | 4-0     | Bray Unknowns Football Club | 6 janvier      |
| Dublin United              | 3-3     | Sligo Celtic                | 7 janvier      |
| Sligo Celtic               | 0-0     | Dublin United               | 14 janvier     |
| Dublin United              | 3-1     | Sligo Celtic                | 28 janvier     |

## Second tour
| Club recevant              | Score | Club visiteur              | Date            |
| -------------------------- | ----- | -------------------------- | --------------- |
| Shelbourne United          | 1-1   | Alton United Football Club | 20 janvier 1923 |
| Alton United Football Club | 5-1   | Shelbourne United          | 27 janvier      |
| Saint James's Gate FC      | 1-2   | Shelbourne FC              | 20 janvier      |
| Shamrock Rovers            | 1-2   | Jacob's Football Club      | 21 janvier      |
| Dublin United              | 1-3   | Fordsons Football Club     | 4 février       |

## Demi-finales
| Première demi-finale | Alton United Football Club | 4-2 | Fordsons Football Club | Dalymount Park, Dublin |  |
| 17 février 1923      | Ward (3) Brennan           |     | Harry Buckle (2)       |                        |  |

| Deuxième demi-finale | Shelbourne FC   | 2-0 | Jacob's Football Club | Dalymount Park |  |
| 3 mars 1923          | Harvey Williams |     |                       |                |  |

## Finale
La finale se déroule à Dalymount Park à Dublin le 17 mars 1923 devant 14 000 spectateurs. Alton United l'emporte sur le score de 1 but à 0 sur le club dublinois de Shelbourne FC. Ce match est la toute dernière apparition d'un club nord-irlandais dans une compétition organisée par la FAI avant 1985 date à laquelle, la fédération irlandaise accepte l'affiliation du Derry City Football Club exclu quelques années plus tôt par la fédération nord-irlandaise.
| Finale       | Alton United Football Club | 1-0     | Shelbourne Football Club | Dalymount Park                                          |                                                         |
| 17 mars 1923 | McSherry |         | | Spectateurs : 14 000 Arbitrage : M. Broderick (Athlone) | Spectateurs : 14 000 Arbitrage : M. Broderick (Athlone) |
| 17 mars 1923 | James Maginnis, Edward McNeill, Hugh Bell, Paddy Devlin, Michael Brennan, Bobby Loughran, Andy McSherry, Billy Duffy, Sammy Ward, Jack Russell, Hugh McCann | Équipes | Paddy Walsh, Paddy Kavanagh, James Connolly, Dan Delaney, Val Harris, Mick Foley, Eddie Brierley, Stephen Doyle, Jimmy Harvey, Ralph Ardiff, Sammy Wilson | Spectateurs : 14 000 Arbitrage : M. Broderick (Athlone) | Spectateurs : 14 000 Arbitrage : M. Broderick (Athlone) |